# 伯克森悖论
伯克森悖論（Berkson's paradox），又稱伯克森偏差、碰撞偏差或伯克森謬誤，是指人們的直觉觀察與實際上真實的条件概率和嚴謹的统计结果不相符，也就是說人們所發現的看似兩個相關的因素實際上根本無關。当研究設計中納入偏差樣本以及存在偏差的情況下就會出現這種情況。這一悖論由美國醫生和統計學家約瑟夫·伯克森於1946年提出。